# Pittosporum ramiflorum
Pittosporum ramiflorum är en tvåhjärtbladig växtart som först beskrevs av Z. och M., och fick sitt nu gällande namn av Heinrich Zollinger och Friedrich Anton Wilhelm Miquel. Pittosporum ramiflorum ingår i släktet Pittosporum och familjen Pittosporaceae.

## Underarter
Arten delas in i följande underarter:
- P. r. carnosum
- P. r. patelliplacenta
- P. r. praegnans